# Grands Prix automobiles de la saison 1923
1922 1924
La saison de Grands Prix automobiles 1923 a été organisée par l'Association Internationale des Automobile Clubs Reconnus (AIACR). Le championnat comportait trois Grandes Épreuves : les 500 miles d'Indianapolis pour la première fois, le Grand Prix de France et le Grand Prix d'Italie,,.

## Grands Prix de la saison

### Grandes Épreuves
| Grand Prix                                                                                | Circuit      | Date        | Pilote vainqueur | Constructeur vainqueur | Résultats |
| ----------------------------------------------------------------------------------------- | ------------ | ----------- | ---------------- | ---------------------- | --------- |
| 500 miles d'Indianapolis                                                                  | Indianapolis | 30 mai      | Tommy Milton     | Miller                 | Résultats |
| Grand Prix de l'ACF                                                                       | Tours        | 15 juillet  | Henry Segrave    | Sunbeam                | Résultats |
| Grand Prix d'Italie                                                                       | Monza        | 9 septembre | Carlo Salamano   | Fiat                   | Résultats |
| Le Grand Prix d'Italie est également connu sous le nom de Grand Prix automobile d'Europe. |              |             |                  |                        |           |

### Autres Grands Prix
| Grand Prix                    | Circuit          | Date          | Pilote vainqueur    | Constructeur vainqueur | Résultats |
| ----------------------------- | ---------------- | ------------- | ------------------- | ---------------------- | --------- |
| Targa Florio                  | Madonies         | 15 avril      | Ugo Sivocci         | Alfa Romeo             | Résultats |
| Circuit de Crémone            | Crémone          | 6 mai         | Antonio Ascari      | Alfa Romeo             | Résultats |
| Circuit du Mugello            | Cagliari         | 10 juin       | Gastone Brilli-Peri | Steyr                  | Résultats |
| Grand Prix du Savio           | Ravenne          | 17 juin       | Enzo Ferrari        | Alfa Romeo             | Résultats |
| Grand Prix du M.C.F.          | Montargis        | juin          | Lucien Desvaux      | Salmson                | Résultats |
| Trophée Armangué (ca)         | Tarragone        | 3 juillet     | Lucien Desvaux      | Salmson                | Résultats |
| Grand Prix de Saint-Sébastien | Lasarte          | 28 juillet    | Albert Guyot        | Rolland-Pilain         | Résultats |
| Grand Prix de Saint-Sébastien | Lasarte          | 30 juillet    | Jean de l'Espée     | Bugatti                | Résultats |
| Coppa Montenero               | Livourne         | 26 août       | Mario Razzauti      | Ansaldo                | Résultats |
| Grand Prix de Boulogne        | Boulogne-sur-Mer | 1er septembre | Henry Segrave       | Talbot                 | Résultats |
| Coupe des Voiturettes         | Le Mans          | 23 septembre  | Albert Divo         | Talbot                 | Résultats |
| JCC 200 miles                 | Brooklands       | 13 octobre    | Maurice Harvey      | Alvis                  | Résultats |
| Grand Prix de Penya-Rhin      | Sitges-Terramar  | 21 octobre    | Albert Divo         | Talbot                 | Résultats |
| Grand Prix d'Espagne          | Sitges-Terramar  | 28 octobre    | Albert Divo         | Sunbeam                | Résultats |
| Grand Prix d'Espagne          | Sitges-Terramar  | 4 novembre    | Dario Resta         | Talbot                 | Résultats |
| Circuit de Garde              | Salò             | 25 novembre   | Guido Meregalli     | Diatto                 | Résultats |

- N.B : en italique, les courses en catégorie voiturette ou cyclecar

## Grands Prix nord-américains
Les courses se déroulant aux États-Unis sont regroupées au sein du Championnat américain. Au total neuf courses dont huit comptant pour le classement final se déroulent cette année-là.
Eddie Hearne remporte le championnat.